# جائحة فيروس كورونا في مترو مانيلا 2020
يعد وباء كورونا COVID-19 في مانيلا جزءًا من الجائحة العالمية لمرض الفيروس التاجي 2019 (COVID-19) الناجم عن متلازمة الجهاز التنفسي الحادة الوخيمة فيروس كورونا 2 (SARS-CoV-2). وصل الفيروس إلى مانيلا في 30 يناير 2020، عندما تم تأكيد أول حالة إصابة بـ COVID-19 في الفلبين في مانيلا. وتعد حاضرة مانيلا المنطقة الأكثر تضررا في الفلبين، حيث يتم تسجيل معظم الحالات وتعتبر مركز جائحة COVID-19 في البلاد. بدأت حالة الكارثة والحجر الصحي المجتمعي في المنطقة منذ 15 مارس.
بعد شهر من عدم وجود حالات جديدة في البلاد ، تم تأكيد الحالة الأولى لشخص ليس لديه سجل سفر إلى الخارج في 5 مارس ، وهو رجل يبلغ من العمر 62 عامًا كان يتردد على قاعة صلاة للمسلمين في سان خوان ، مترو مانيلا ، مما أثار الشكوك في انتقال COVID-19 إلى المجتمع في الفلبين. تم تأكيد إصابة زوجة الرجل بـ COVID-19 في 7 مارس ، والذي كان أيضًا أول انتقال محلي يتم تأكيده.
اعتبارًا من 26 سبتمبر 2020 ، كان هناك 159،782 حالة مؤكدة من المرض في حاضرة مانيلا. ومن بين هذه الحالات ، تعافى 128780 حالة ، بينما توفي 2595.

## خلفية
تم تسجيل أول حالة مؤكدة لـ COVID-19 في الفلبين في مانيلا في 30 يناير 2020. وكانت لامرأة صينية تبلغ من العمر 38 عامًا من ووهان ، منشأ المرض ، وصلت إلى مانيلا بعد سفرها إلى مدينة سيبو ودوماغيتي في وسط الفلبين من هونج كونج. بعد ثلاثة أيام ، أكدت وزارة الصحة الفلبينية (DOH) أن مواطنًا صينيًا ثانيًا ثبتت إصابته بـ COVID-19 ، والذي تم تحديده على أنه رجل يبلغ من العمر 44 عامًا وكان مرافقا للمريضة الأولى المؤكدة. تلقى كلا المريضين العلاج في مستشفى سان لازارو في مانيلا وأُعلن عن وفاة الأخير بسبب المرض في 2 فبراير ، ليصبح أول حالة وفاة معروفة خارج الصين.  في 6 مارس ، أبلغت وزارة الصحة عن أول حالة لانتقال الفيروس القاتل من المجتمع المحلي ، لرجل فلبيني يبلغ من العمر 62 عامًا من ضاحية كاينتا ، ريزال ، شرق مترو مانيلا ، وليس له سجل سفر سابق إلى البلدان المتضررة. تم قبوله وزوجته الفلبينية البالغة من العمر 59 عامًا في البداية في مركز كاردينال سانتوس الطبي في سان خوان حيث تم تشخيص إصابتهما بالفيروس قبل نقلهما إلى معهد أبحاث طب المناطق الحارة في مونتينلوبا حيث توفي كلاهما في 11 مارس.
في 12 مارس 2020 ، عقب إعلان حالة الطوارئ الصحية العامة ، وضع الرئيس الفلبيني رودريغو دوتيرتي منطقة العاصمة بأكملها تحت الحجر الصحي المجتمعي لمدة 30 يومًا بدءًا من 15 مارس 2020. كما أصدرت معظم المناطق في مترو مانيلا حظر تجول للمساعدة في الحد من انتشار الفيروس. في 16 مارس ، أصدر الرئيس أمر الحجر الصحي المجتمعي المعزز الذي يغطي مترو مانيلا وجزيرة لوزون بأكملها.
في 7 أبريل ، أفاد فرانسيسكو دوكي ، سكرتير وزارة الصحة ، أن حالات COVID-19 في مانيلا الكبرى استمرت في الارتفاع حيث أن 80 بالمائة من حالات الإصابة المؤكدة البالغ عددها 3764 في البلاد كانت من المنطقة. كما حدد دوكي المدن التي بها أكبر عدد من الحالات بحلول الأسبوع الثالث من الحجر الصحي الجماعي: كويزون سيتي بها 583 حالة ، ومانيلا بها 221 ، ومكاتي بها 160 ، وبارانيا بها 155 ، وسان خوان بها 134 حالة مؤكدة. تم تحديد المدن التي سجلت أكبر عدد من الوفيات حتى ذلك الحين على أنها مدينة كويزون بها 34 حالة ، ومانيلا بها 30 ، وسان خوان بها 24 ، وباسيج بها 15 ، وكالوكان وبارانك  14 حالة وفاة لكل منهما. في نفس اليوم ، أعلن الرئيس دوتيرتي أنه تم تمديد إجراءات الحجر الصحي على مستوى لوزون حتى 30 أبريل. تم تمديده حتى 15 مايو. تم بعد ذلك تطبيق الحجر الصحي المجتمعي المحسن المعدل (MECQ) على NCR وLaguna وCebu City بعد ذلك ، بينما تم رفع GCQ إلى 41 مقاطعة و10 مدن ذات مخاطر معتدلة.

## الأحداث زمنيًا
الجدول التالي يوضح الحالات المؤكدة.
| LGU          | Cases | حالات الوفاة | Recov.  | Active |
| ------------ | ----- | ------------ | ------- | ------ |
| كالوكان      | 5،971 | 184          | 4378    | 1،409  |
| لاس بيناس    | 2750  | 109          | 2،321   | 320    |
| ماكاتي       | 4،173 | 167          | 2،983   | 1،023  |
| مالابون      | 4187  | 162          | 3،357   | 668    |
| ماندالويونغ  | 3348  | 115          | 2،247   | 986    |
| مانيلا       | 9،480 | 354          | 8262    | 864    |
| ماريكينا     | 1،530 | 54           | 1،156   | 320    |
| مونتينلوبا   | 3،610 | 125          | 2721    | 764    |
| نافوتاس      | 4،477 | 126          | 3937    | 414    |
| بارانيك      | 5،051 | 130          | 4074    | 847    |
| باساي        | 4،108 | 144          | 3314    | 650    |
| باسيج        | 6،248 | 268          | 5،190   | 790    |
| باتيروس      | 1،366 | 15           | 1،018   | 333    |
| مدينة كويزون | 16177 | 492          | 12.765  | 2920   |
| سان خوان     | 2،443 | 69           | 2،004   | 370    |
| تاجويج       | 6894  | 55           | 6449    | 390    |
| فالينزويلا   | 6645  | 178          | 5676    | 791    |
| مجموع        | 88458 | 2747         | ▲ 71852 | 13859  |

### يناير - فبراير 2020 - الحالات الأولى
تم الإبلاغ عن أول حالة مشتبه بها لـ COVID-19 في الفلبين في يناير 2020. وتتعلق الحالة بصبي يبلغ من العمر 5 سنوات في سيبو وصل البلاد في 12 يناير مع والدته. في ذلك الوقت ، لم يكن لدى الفلبين القدرة على إجراء اختبارات لتأكيد حالات COVID-19 المشتبه بها. تم اختبار الصبي إيجابيًا من قبل معهد أبحاث طب المناطق الحارة (RITM) في مونتينلوبا ، وأرسلت عينات من الصبي إلى المختبر المرجعي للأمراض المعدية الفيكتورية في ملبورن ، أستراليا ، للاختبار التأكيدي لتحديد سلالة معينة من فيروس كورونا.  جاءت نتيجة اختبار الصبي سلبية لـ COVID-19 ولكن تم الإبلاغ عن العديد من الحالات المشتبه فيها في أجزاء مختلفة من البلاد.

## الاستجابة الوطنية

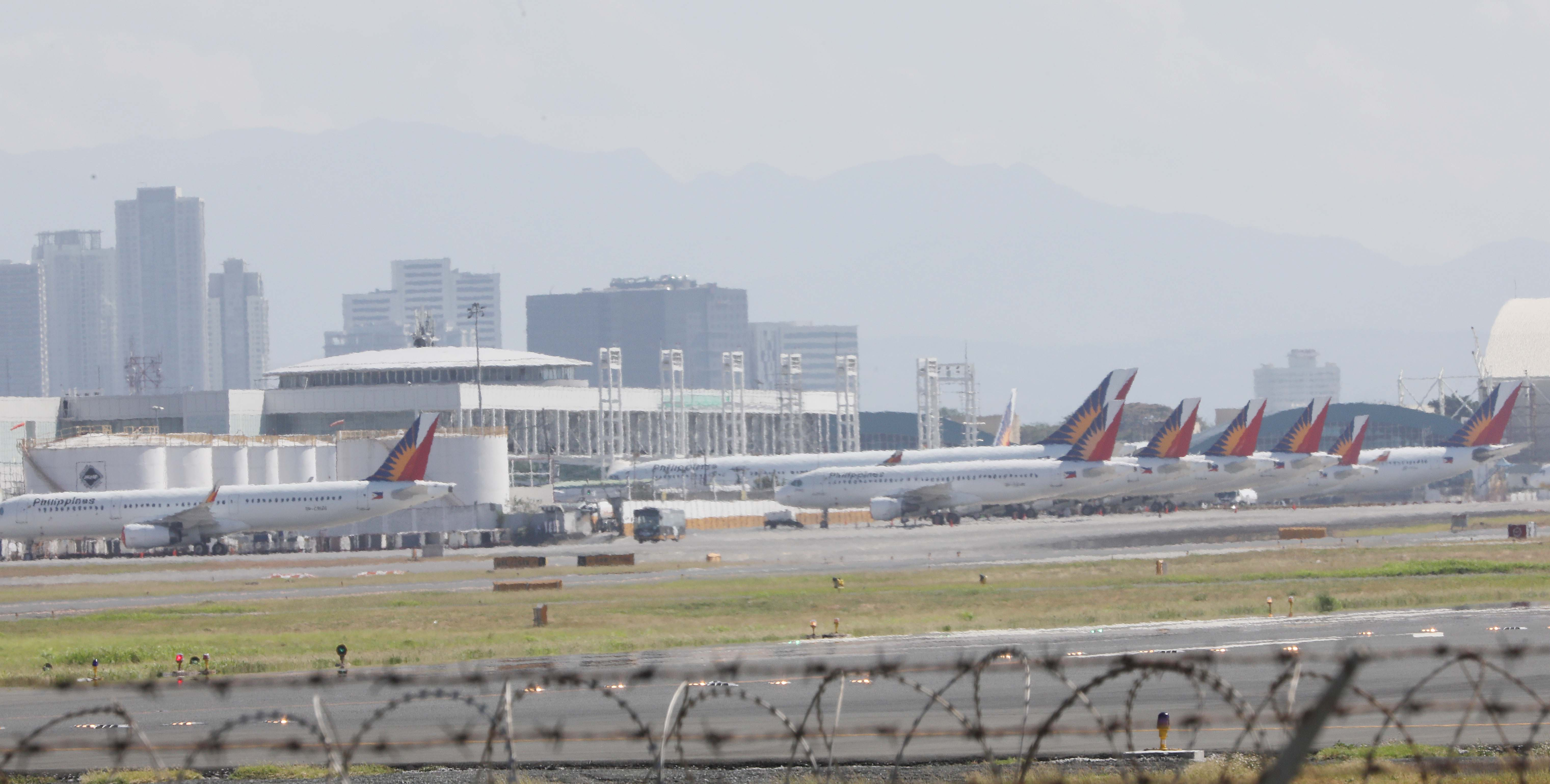
طائرات PAL واقفة بسبب توقف الرحلات أثناء الإغلاق.

قبل إعلان الإغلاق الجزئي لمانيلا في 12 مارس ، قام الرئيس رودريغو دوتيرتي بتعليق الدراسة في البداية على جميع المستويات في مانيلا من 10 إلى 14 مارس عند التوصل إلى توافق في الآراء مع مجلس مترو مانيلا (رؤساء بلديات مترو مانيلا) بسبب العدد المتزايد من الحالات خاصة في المنطقة.
في 12 مارس ، أعلن الرئيس دوتيرتي إغلاقًا جزئيًا يغطي مترو مانيلا ، والذي بدأ في 15 مارس واستمر حتى 14 أبريل. تحت الإغلاق الجزئي:
- المنطقة مغلقة أمام السفر البري والجوي والبحري. ومع ذلك ، فإن النقل الجماعي داخل مترو مانيلا مثل Manila LRT وMRT لا يزال يعمل وفقًا لإرشادات التباعد الاجتماعي المناسبة.
- تم تمديد تعليق الدراسة على جميع المستويات في مترو مانيلا حتى 14 أبريل.
- حظر التجمعات العفوية والمخططة.
- تعليق العمل في الإدارة التنفيذية بموجب فترة الإغلاق.
- تشجع وزارة العمل والتوظيف أرباب العمل في القطاع الخاص على ترتيب «ترتيبات عمل مرنة».

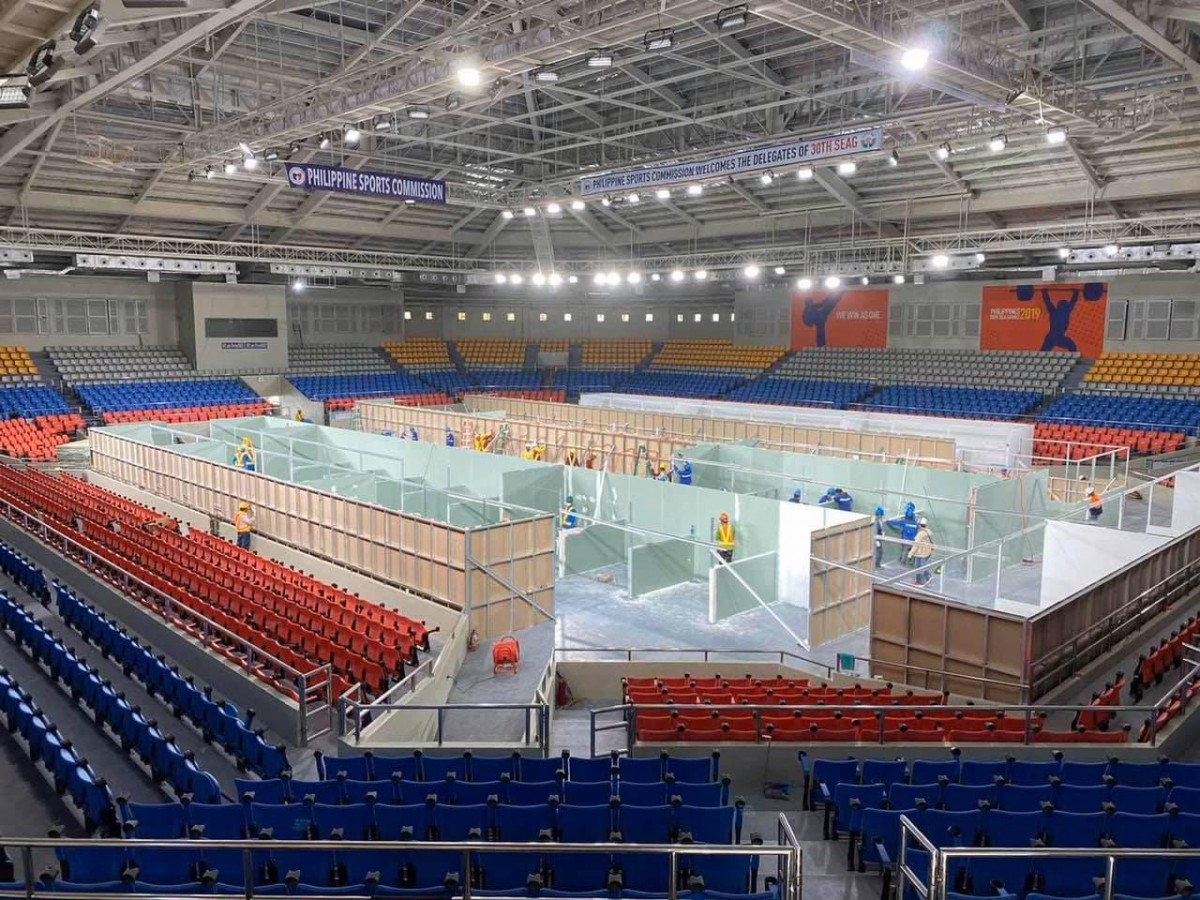
أعيد تشكيل ملعب Ninoy Aquino Stadium في Malate ، مانيلا ، لاستخدامه كمرفق للحجر الصحي.

## الاستجابة المحلية
في 12 مارس ، توصل مجلس مترو مانيلا إلى توافق في الآراء لتنفيذ حظر التجول على مستوى المدينة اعتبارًا من 8 مساءا إلى 5 في اليوم التالي يجب ملاحظته خلال الحجر الصحي المجتمعي المعزز ، والذي يُسمح خلاله فقط «بالحركات الأساسية» لشراء الاحتياجات الأساسية أو في حالات الطوارئ خلال تلك الساعات. على المنشآت التجارية تعليق العمل قبل بدء حظر التجوال الساعة 8 مساءا وقعت جميع الحكومات المحلية في مترو مانيلا على مراسيم سارية المفعول لتطبيق حظر التجول. لكن حكومات لاس بيناس ، مونتينلوب ، نافوتاس ، وبارانياك ، أصدرت منذ ذلك الحين مراسيم لتمديد تطبيق حظر التجول إلى 24 ساعة كاملة.
في 2 أبريل ، حث رئيس IATF IATF-EID وسكرتير مجلس الوزراء كارلو نوغراليس الحكومات المحلية في لوزون على مطالبة السكان بارتداء أقنعة الوجه أو غطاء الوجه أو أي بدائل مرتجلة أثناء التواجد في الأماكن العامة طوال فترة الحجر الصحي المجتمعي المعزز. رداً على ذلك ، أصدر رؤساء بلديات مالابون ، ماندالويونغ،  مونتينلوبا ، بارانياكي ، باساي ، كويزون سيتي،  وفالينزويلا ، كل منهم مراسيم لتنفيذ الإجراء في نطاق سلطاتهم القضائية.

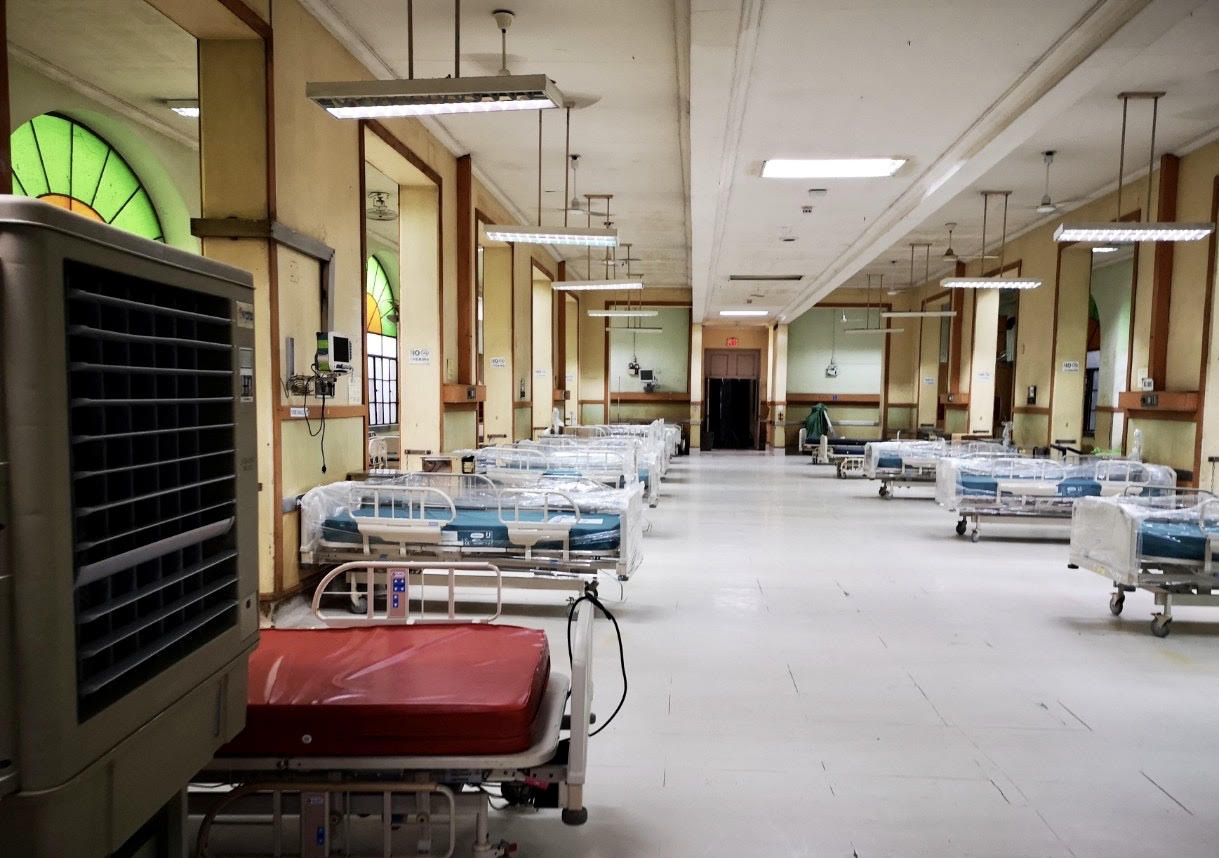
جناح مخصص لمرضى COVID-19 في مستشفى الفلبين العام في إرميتا ، مانيلا.

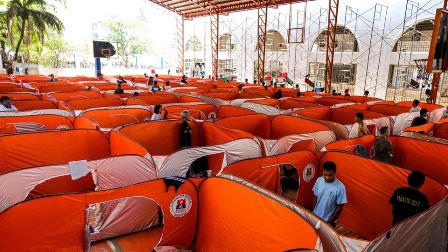
تم تحويل صالة للألعاب الرياضية في مانيلا إلى مأوى مؤقت للمشردين خلال فترة الحجر الصحي على مستوى المنطقة.

## الاستجابة الطبية

### أقنعة الوجه ونظافة الجهاز التنفسي
في 2 أبريل ، أعلنت IATF-EID أن ارتداء أقنعة الوجه سيكون إلزاميًا على لوزون بأكملها طوال مدة الحجر الصحي المجتمعي المعزز ، بما في ذلك مترو مانيلا. يُطلب من السكان الآن ارتداء أقنعة جراحية أو أقنعة يدوية الصنع أو مناديل أو قطعة قماش مرتجلة تغطي الأنف والفم في جميع الأوقات ، وسط نقص أقنعة الوجه المتوفرة على مستوى العالم يتم حث وحدات الحكومة المحلية على إصدار الأوامر التنفيذية اللازمة أو المراسيم التي تتطلب استخدام أقنعة الوجه وفرض عقوبات على المخالفين. في وقت سابق ، أصدرت Muntinlupa بالفعل مرسومًا يلزم سكانها بارتداء أقنعة الوجه في 30 مارس ، تليها ماكاتي في 13 أبريل.

## التأثير

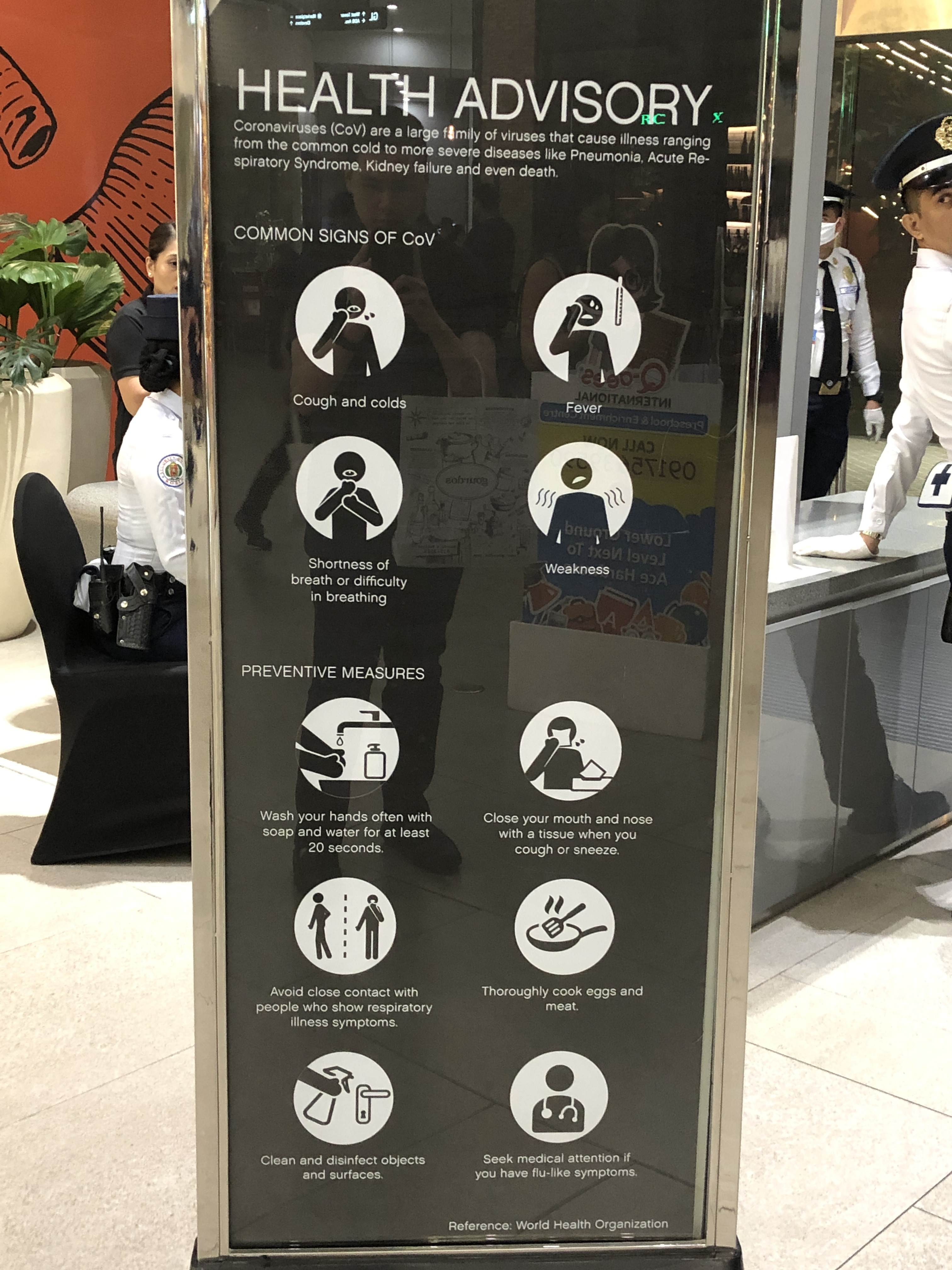
لافتة تحذير من فيروس كورونا عند مدخل مركز بوديوم التجاري في مركز أورتيجاس ، ماندالويونغ.

### الجريمة
في 22 مارس ، ذكرت الشرطة الوطنية الفلبينية (PNP) أن معدلات الجريمة في مانيلا الكبرى انخفضت بنسبة 70 بالمائة تقريبًا ، وفقًا للبيانات بين 15 و20 مارس أثناء تنفيذ الإغلاق الجزئي لمانيلا الكبرى والحجر الصحي المجتمعي المعزز على مستوى لوزون. خلال تلك الفترة ، أبلغت الشرطة الوطنية الفلبينية عن سبع حالات قتل فقط ، وعشر حالات انتحار ، و11 حالة إصابة جسدية (مقارنة بـ 41 في العام الماضي) ، وخمس حالات اغتصاب (مقارنة بـ 23 في العام الماضي) ، و18 حالة سطو (مقارنة بـ 50 حالة العام الماضي) و24 حالة سرقة (مقارنة بـ 68 حالة العام الماضي). وعزت الشرطة الوطنية الفلبينية الانخفاض في معدلات الجريمة إلى تطبيق إجراءات الحجر المنزلي الصارمة.

## روابط خارجية
- تحديثات حول مرض فيروس كورونا المستجد (كوفيد -19) من نسخة محفوظة 22 فبراير 2020 على موقع واي باك مشين. قبل وزارة الصحة ، تعقب الحالة ، يتم تحديثها يوميًا.
- خريطة الفيروس التاجي في جميع أنحاء العالم ، الحالات المؤكدة - حدد مسارات حالات الإصابة المؤكدة بفيروس كورونا.